# NK Podsused Zagreb
Nogometni klub Podsused Zagreb hrvatski je nogometni klub iz zagrebačkog naselja Podsused. U sezoni 2025./26. natječe se u 2. Zagrebačkoj NL.
Osnovan je 1921. na Duhove.
Klub se tijekom povijesti zvao:
- Croatia (1921. – 1942.)
- Dolomit (1945. – 1952.)
- Sloboda (1952. – 1975.)
- Hidroelektra (1975. – 1981.)
- Sloboda (1981. – 1993.)
- Podsused (1993. – danas)

## Vanjske poveznice
- Službena web-stranica
- Profil, HNS Semafor
- Profil, Zagrebački nogometni podsavez
- Profil, Nogometni leksikon